# 小松原三夫のゴルフ道場
『小松原三夫のゴルフ道場』（こまつばらみつおのゴルフどうじょう）は、テレビ東京系列ほかで放送されていたテレビ東京製作のゴルフ番組である。テレビ東京系列ではニッカウヰスキーの一社提供で、『ニッカ・ゴルフアワー 小松原三夫のゴルフ道場』と題して放送されていた。

## 概要
ゴルフ指導者である小松原三夫とその弟子である大古清が一般からの参加者にゴルフレッスンをした後、コースで実践プレイをする模様を放送。このプレイで小松原たちに勝利した一般参加者には、ニッカウヰスキー提供の高級ウイスキーが贈呈された。進行役として出演していた志生野温夫は、小松原を「道場主」あるいは「先生」、大古を「師範代」と呼んでいた。
製作局のテレビ東京では、東京12チャンネル時代の1975年10月5日から社名変更後の1989年9月24日まで放送。放送時間は、原則として毎週日曜 13:00 - 13:30（日本標準時）であったが、正午からスポーツ中継などが編成される日には放送時間を変更もしくは放送を休止することがあった。

## 放送局
| 放送対象地域   | 放送局              | 系列                                         | 備考                                                       |
| -------------- | ------------------- | -------------------------------------------- | ---------------------------------------------------------- |
| 関東広域圏     | テレビ東京          | 独立放送局 → テレビ東京系列                  | 製作局 1981年9月までは東京12チャンネル                     |
| 愛知県         | テレビ愛知          | テレビ東京系列                               |                                                            |
| 大阪府         | テレビ大阪          | テレビ東京系列                               |                                                            |
| 岡山県・香川県 | テレビせとうち      | テレビ東京系列                               |                                                            |
| 岩手県         | テレビ岩手          | 日本テレビ系列                               | 1980年3月まではテレビ朝日系列とのクロスネット              |
| 福島県         | 福島中央テレビ      | 日本テレビ系列                               |                                                            |
| 長崎県         | テレビ長崎          | 日本テレビ系列 フジテレビ系列                |                                                            |
| 大分県         | テレビ大分          | 日本テレビ系列 フジテレビ系列 テレビ朝日系列 |                                                            |
| 新潟県         | 新潟放送            | TBS系列                                      | スポンサードネット                                         |
| 静岡県         | 静岡放送            | TBS系列                                      |                                                            |
| 鳥取県・島根県 | 山陰放送            | TBS系列                                      |                                                            |
| 岡山県・香川県 | 山陽放送            | TBS系列                                      |                                                            |
| 山口県         | テレビ山口          | TBS系列                                      | 1987年9月まではフジテレビ系列とのクロスネット              |
| 沖縄県         | 琉球放送            | TBS系列                                      |                                                            |
| 宮城県         | 仙台放送            | フジテレビ系列                               |                                                            |
| 秋田県         | 秋田テレビ          | フジテレビ系列                               | 1981年4月から1987年3月まではテレビ朝日系列とのクロスネット |
| 山形県         | 山形テレビ          | フジテレビ系列                               |                                                            |
| 中京広域圏     | 東海テレビ          | フジテレビ系列                               | スポンサードネット                                         |
| 広島県         | テレビ新広島        | フジテレビ系列                               |                                                            |
| 愛媛県         | 愛媛放送            | フジテレビ系列                               |                                                            |
| 岐阜県         | 岐阜放送            | 独立UHF局                                    | 同時ネット                                                 |
| 三重県         | 三重テレビ          | 独立UHF局                                    |                                                            |
| 京都府         | 近畿放送（KBS京都） | 独立UHF局                                    |                                                            |

## ビデオソフト
いずれも東映ビデオから発売。規格はVHS。
- 小松原三夫のゴルフ道場 基礎編 1（1989年3月17日発売）
- 小松原三夫のゴルフ道場 基礎編 2（1989年3月17日発売）
- 小松原三夫のゴルフ道場 実践編 1（1989年10月27日発売）
- 小松原三夫のゴルフ道場 実践編 2（1989年10月27日発売）

| 東京12チャンネル → テレビ東京 日曜 13:00 - 13:30 | 東京12チャンネル → テレビ東京 日曜 13:00 - 13:30                              | 東京12チャンネル → テレビ東京 日曜 13:00 - 13:30 |
| 前番組                                           | 番組名                                                                        | 次番組                                           |
| ------------------------------------------------ | ----------------------------------------------------------------------------- | ------------------------------------------------ |
| 日曜ロードショー ※12:00 - 13:26                  | ニッカ・ゴルフアワー 小松原三夫のゴルフ道場 （1975年10月5日 - 1989年9月24日） | 湯原・逸見のゴルフ苦楽部                         |